# Drynaria descensa
Drynaria descensa är en stensöteväxtart som beskrevs av Edwin Bingham Copeland. Drynaria descensa ingår i släktet Drynaria och familjen Polypodiaceae. Inga underarter finns listade.